# Tandem (album)
Pour les articles homonymes, voir Tandem (homonymie).
Albums de Madame Monsieur
Vu d'ici
(2018)
Singles
1. Les lois de l'attraction
Sortie : 10 mai 2019
2. Comme si j'avais mille ans
Sortie : 10 mai 2019
3. Comme un voleur
Sortie : 10 janvier 2020
4. Comment ça va
Sortie : 19 juin 2020
5. Terre inconnue
Sortie : 25 juin 2020

Tandem est le second album de Madame Monsieur, sorti le 26 juin 2020. 
Il porte le même nom que leur premier EP. Il s'agit d'un album collaboratif réalisé avec 26 autres artistes. Les titres réalisés dans le cadre de cet album sont des chansons originales et non des reprises avec des duos comme l'est l'album XXV de Tryo par exemple. Chaque chanson a été écrite pour la composition de cet album. Les artistes ayant ainsi collaboré, ont pour la plupart écrit les paroles et composé la musique des titres en duo avec Madame Monsieur.

## Historique
Après avoir été sélectionnés pour représenter la France au Concours Eurovision de la chanson 2018 et un premier album studio en avril 2018, le duo retourne en studio cette même année pour préparer un nouvel album composé exclusivement de collaborations avec d'autres artistes. Leur rencontre avec Bilal Hassani et l'envoie d'une seconde chanson, Roi, à l'Eurovision va bousculer leur projet. Ils annoncent cependant le 10 mai 2019, quelques jours avant la finale de l'Eurovision, la sortie de leur nouvel album collaboratif au mois de septembre avec la parution de deux singles, Comme si j'avais mille ans, en duo avec Kalash Criminel, et Les lois de l'attraction, en duo avec Kyo. Le groupe Madame Monsieur raconte avoir rencontré le groupe Kyo le 10 juillet 2018, lors de la demi-finale de la coupe du monde 2018 et avoir eu la volonté de créer une chanson ensemble. C'est la première fois depuis le titre Le Chemin que le groupe Kyo participait à une collaboration. Le titre atteint la 103e place  du Top Singles France pendant une semaine  et culmine 845 598 vues[Quand ?] sur YouTube. Les deux groupes font ainsi la tournée des festivals en 2019 et participent au RFM Music Show, où ils chantent leur chanson Les lois de l'attraction et où Emilie Satt (Madame) reprend avec Benoît Poher la célèbre chanson de Kyo Le Chemin. Durant l'été 2019, le duo laisse paraitre également deux autres titres Bandido, en duo avec KPoint et Greg Zlap en streaming et sur les ondes et propose un extrait de son duo avec Chilla chez Skyrock intitulé Pas à moi.
Alors que l'album est annoncé pour le 22 septembre 2019 et doit compter 22 titres, le duo décide de repousser la sortie de cette opus pour enregistrer de nouvelles chansons. Pour faire patienter les fans, le groupe propose le 27 septembre 2019 un nouvel extrait de l'album avec la sortie de Comme un homme, en duo avec Youssoupha. Un nouveau titre de l'album est ensuite rendu disponible sur la réédition de l'album Kingdom de Bilal Hassani, le 10 octobre 2019.
Le 10 janvier 2020, le duo reprend la promotion de son album Tandem avec la parution d'un nouveau titre, en duo cette fois avec Jérémy Frérot. Le titre se classe dès sa sortie dans les charts et atteint la 63e place du Top Single et reste dans le top 15 semaines au total. Le duo annonce la sortie de son album Tandem, qui doit être composé de 25 titres, le 10 avril 2020. Malheureusement, la pandémie de Covid-19 repousse une nouvelle fois la sortie de l'album.
Après presque deux mois d'attente et la fin du confinement, le groupe décide de sortir son nouvel opus le 26 juin 2020. Entre temps, un premier duo intitulé Comment ça va, en duo avec Jok'Air, avec lequel le groupe a déjà travaillé sur l'EP Tandem, pour le titre Mort ou vif, ou sur son propre album Jok'Rambo, sur la chanson Daddy, est publié. Un second duo parait ensuite le 25 juin 2020, un jour avant la sortie de Tandem.
Le 26 juin 2020, l'album sort ainsi sur l'ensemble des plateformes de streaming et en physique avec au total 26 collaborations sur un double album de 25 titres.

## Liste des titres
| 1.       | Les Lois de l'attraction feat Kyo              | 3:24 |
| 2.       | Sa beauté feat Boulevard des Airs              | 3:46 |
| 3.       | Comme un voleur feat Jérémy Frérot             | 3:42 |
| 4.       | Mon pays feat Keblack                          | 3:14 |
| 5.       | Pas besoin de mots feat Amir                   | 2:48 |
| 6.       | Comme si j'avais 1000 ans feat Kalash Criminel | 3:48 |
| 7.       | Dis moi qui je suis feat Slimane               | 3:21 |
| 8.       | Tout le monde s'en tape feat Claudio Capéo     | 3:35 |
| 9.       | Comme un homme feat Youssoupha                 | 3:33 |
| 10.      | Malavita feat Rémy                             | 3:48 |
| 11.      | On m'a dit feat Soprano                        | 4:00 |
| 12.      | Zéro feat Lord Esperanza                       | 3:28 |
| 13.      | Comment ça va feat Jok'Air                     | 3:36 |
| 14.      | Terre inconnue feat Black M                    | 3:05 |
| 15.      | Les Gens heureux feat Bilal Hassani            | 3:00 |
| 16.      | Pas à moi feat Chilla                          | 3:28 |
| 17.      | Petit d'homme feat Trois cafés gourmands       | 3:01 |
| 18.      | Paparazzo feat Christophe Willem               | 3:00 |
| 19.      | Amore feat Hatik                               | 3:17 |
| 20.      | Solo feat Silvan Areg                          | 3:32 |
| 21.      | Fais moi signe feat Barack Adama               | 4:00 |
| 22.      | Sur les doigts de la main feat Joyce Jonathan  | 3:57 |
| 23.      | La Famille feat Oxmo Puccino                   | 3:04 |
| 24.      | Bandido feat Kpoint et Greg Zlap               | 3:46 |
| 25.      | Far Away feat Lili Poe                         | 3:43 |
| 01:25:00 |                                                |      |